# Alessandria (hotel)
Alessandria je velkokapacitní hotel v Hradci Králové vybudovaný v 60. letech 20. století architektem Janem Zídkou.

## Historie
Dům byl postaven v šedesátých letech 20. století jako ubytovna architektem Janem Zídkou pro podnik Restaurace a jídelny. Slavnostně byl otevřen v listopadu 1965 jako ubytovna a restaurace, v sedmdesátých letech (1975–1976) byl přebudován na tříhvězdičkový hotel a patřil do řetězce hotelů Čedok. Čedoku patřila budova až do privatizace v roce 1992, kdy jej vlastnila společnost Alessandria, založená zaměstnanci hotelu. Ještě v roce 1995 patřil hotel mezi 25 nejlepších českých hotelů. V srpnu 1999 hotel zakoupil Adel Hakkouk ze Sýrie.
V roce 2009 se spekulovalo o přístavbě budovy. V letech 2009 až 2010 byl hotel zrekonstruován novým zateplením.